# Veveřský potok
Veveřský potok este o arie protejată (arie specială de conservare — SAC, sit de importanță comunitară — SCI) din Republica Cehă întinsă pe o suprafață de 34,64 ha, integral pe uscat.

## Localizare
Centrul sitului Veveřský potok este situat la coordonatele 48°45′12″N 14°47′48″E / 48.753333°N 14.796667°E.

## Înființare
Situl Veveřský potok a fost declarat sit de importanță comunitară în aprilie 2005 pentru a proteja 1 specie de animale. Situl a fost protejat și ca arie specială de conservare în iulie 2019.

## Biodiversitate
Situată în ecoregiunea continentală, aria protejată nu include niciun habitat protejat.
La baza desemnării sitului se află o specie protejată de  pești: cicar (Lampetra planeri).